# Islip (Estados Unidos)
Islip es un pueblo ubicado en el condado de Suffolk en el estado estadounidense de Nueva York. En el año 2000 tenía una población de 322,612 habitantes y una densidad poblacional de 1,183.2 personas por km².

## Geografía
Según la Oficina del Censo, la ciudad tiene un área total de 422,5 km² (163,1 mi²), de la cual 272,7 km² (105,3 mi²) es tierra y 149,8 km² (57,8 mi²) (54.20%) es agua.

## Demografía
Según la Oficina del Censo en 2006 los ingresos medios por hogar en la localidad eran de $78,991, y los ingresos medios por familia eran $86,190. Los hombres tenían unos ingresos medios de $49,069 frente a los $33,660 para las mujeres. La renta per cápita para la localidad era de $29,699. Alrededor del 6.2% de la población estaban por debajo del umbral de pobreza.